# Rock Band
Rock Band è un videogioco musicale sviluppato da Harmonix Music Systems e pubblicato da MTV Games per PlayStation 2, PlayStation 3, Xbox 360, Wii, iPhone e iPod touch.

## Caratteristiche
La Harmonix Music Systems ha iniziato a lavorare a questo progetto appena è stata acquisita da MTV Games, lasciando la precedente serie di Guitar Hero in mano a Neversoft che continua a svilupparla per conto di Red Octane (che ora è parte di Activision). Questo gioco ne riprende, però, le meccaniche e ne espande le caratteristiche tentando di simulare l'esibizione non più di una sola chitarra o di un basso, ma di una band intera.
Per riuscirvi, il gioco adotta un controller a forma di chitarra che funziona in maniera analoga a quello di Guitar Hero (vedi SG Guitar Hero), ma con in più altri 5 tasti alla base del manico (allo scopo di facilitare gli assoli). Sono inoltre disponibili dei controller a forma di batteria e di microfono per poter eseguire le parti di batteria e di canto. Il metodo di gioco della batteria è analogo a quello di chitarra e basso (vedi più in basso la sezione "Modalità"), mentre per il cantato il team di sviluppo ha deciso di adottare il gameplay della serie SingStar.
Questo gioco presenta le seguenti caratteristiche: come già scritto, replica l'operato di un'intera band, propone la possibilità di sfidarsi online e permette anche di scaricare brani aggiuntivi; queste ultime funzionalità sono presenti anche nel "rivale" Guitar Hero III: Legends of Rock. Queste due funzioni non sono presenti nella versione PlayStation 2 del gioco, mentre per la versione Wii ci sarà probabilmente l'online ma non i contenuti scaricabili (la software house ha additato come motivo fondamentale il fatto che la console non abbia un disco fisso su cui salvare i dati).
In risposta ai problemi di lag che i fan di Guitar hero avevano avanzato nei confronti di Harmonix in passato, sono stati inseriti nel gioco diversi metodi di calibrazione affinché quest'ultimo possa essere visualizzato correttamente su ogni tipo di televisore. È stato anche aggiunto un editor che permette di creare un chitarrista personalizzato, con tanto di scelta di capigliature e tatuaggi.

## Modalità di gioco
Per ogni nota suonata viene elargito un certo punteggio. Più note si suoneranno di fila e più aumenterà questo punteggio per effetto di un moltiplicatore. Sul moltiplicatore può intervenire (raddoppiandolo) l'Overdrive, che altro non è che l'equivalente dello Star power di Guitar Hero: si tratta di una barra che si riempie quando si suonano le note speciali bianche e, una volta riempita la barra a sufficienza, lo si può usare inclinando il controller, nel caso della batteria suonando una nota attaccata alla fine di una sezione "free" (quelle in cui si può fare quello che si vuole) mentre nel microfono si attiva quando la barra dove scorrono le parole diventa gialla e toccherà al giocatore approfittarne per implementare il suo punteggio. A differenza di quanto succede in Guitar Hero, lo star power sarà individuale e non sarà quindi necessario che due o più giocatori lo attivino in contemporanea.

### Modalità di gioco
Come già succede per Guitar Hero III: Legends of Rock, anche in Rock Band le modalità di gioco sono:
- World tour band - Si tratta del multiplayer: si può giocare da 2 a 4 giocatori, ognuno di essi ricoprirà uno dei seguenti ruoli: chitarrista, batterista, bassista e cantante. La versione cooperativa conterrà dei brani non presenti nella carriera in singolo. In questa modalità i giocatori si ritroveranno ad affrontare una carriera vera e propria da band emergente fino a diventare una band di successo. All'inizio ogni giocatore creerà il suo alter ego virtuale e dopo si ritroveranno a dover decidere in quale città iniziare il loro percorso potendo scegliere fra 17 città mondiali, fra cui: New York, Boston, Los Angeles, Seattle, Londra, Stoccolma e Roma; in tutto ci sono ben 41 location reali in cui poter suonare. Dopo i primi concerti la band potrà scegliere cosa fare dei suoi primi soldi: potrebbe per esempio comprarsi un veicolo per arrivare a suonare nelle città vicine (fino a comprarsi un aereo privato per arrivare in tutti i continenti) oppure potrebbe comprarsi nuovi accessori per personalizzare il proprio personaggio. Esiste inoltre nel gioco un Art-Editor con cui sarà possibile creare il logo del proprio gruppo. Procedendo nel gioco aumenteranno le cose da gestire: si dovranno fare i conti con manager, autisti, security, effetti speciali ecc. Un aspetto molto curioso è la possibilità di scegliere se fare i propri concerti a scopo benefico (per avere più fan, ma meno soldi) oppure fare dei concerti da tutto esaurito (più soldi ma meno fan). Il gioco in pratica tende a simulare una "Real Rock Band Life" con tutti gli aspetti positivi e negativi delle esperienze che fanno ai giorni nostri le band emergenti. La versione di gioco appena descritta è giocabile solo con quattro persone sulla stessa console, le altre modalità di avvio veloce o altro sono giocabili sia con amici online che con una combinazione di più persone su console con persone online. La versione PlayStation 2, non supportando l'online, permette solo il multiplayer di più giocatori sulla stessa console. Le altre modalità multiplayer supportate sono il duello e il testa a testa e non vi sarà possibile nemmeno affrontare la stessa avventura del World Tour Band descritta prima.
- World tour solista - L'equivalente della carriera multiplayer ma senza le varie scelte che caratterizzano la controparte multiplayer. Si affronta le canzoni suddivise in blocchi di 4-5 canzoni e, via via che vengono completate, si sbloccano i gruppi da canzoni successive e li si rende disponibili nella modalità Avvio veloce. L'esecuzione dei brani porta ad una compensa monetaria, necessaria per sbloccare tutto il materiale bonus che varia da personaggi aggiuntivi a chitarre nuove (i soldi possono essere spostati dalla carriera da solista a quella da band e viceversa). Di carriera solista ne è disponibile una per ogni strumento ad eccezione del basso.
- Avvio veloce - Qui si ha la possibilità di suonare un brano immediatamente
- Esercitazione - Qui si possono fare due cose: o imparare a giocare facendo il tutorial, o approfondire una canzone particolarmente difficile in modalità Pratica studiandone un passaggio specifico o rallentandone la velocità.

## Compatibilità degli strumenti
Il gioco supporta su ogni console tutti gli strumenti dell'intera serie e, ad eccezione della versione Wii, anche quelli di Guitar Hero World Tour.

## Il caso del problema di distribuzione
Il gioco venne messo in commercio in Inghilterra, Francia e Germania come esclusiva temporale per Xbox 360 il 23 maggio 2008 e poi pubblicato per le altre console nell'arco dell'estate; inizialmente il gioco era stato listato per il suolo europeo per marzo 2008 ma venne posticipato di due mesi per poterne realizzare una versione per PlayStation 2 e una per il Nintendo Wii, inizialmente non previste.
La pessima gestione dell'importazione in Europa del bundle del gioco -quello all-inclusive è l'unico attualmente esistente, successivamente sono stati importati anche i singoli strumenti ma tutti "sfusi"- fece prendere a quelli della EA (la gestrice della distribuzione del gioco per il suolo europeo) l'infelice doppia scelta di fare per il prezzo una conversione diretta dollaro-euro e di togliere dal bundle il gioco stesso con il risultato che la spesa necessaria per poter comprare tutto era salita talmente tanto che il gioco venne distribuito solamente in alcuni stati e l'Italia non era tra questi. Il gioco venne pubblicato alcuni mesi dopo anche in Italia ma ad un prezzo ancora più alto che nel resto dell'Europa. Solo in un secondo tempo è stato annunciato un taglio di prezzi del bundle degli strumenti che ha riportato la situazione in linea con il resto dell'Europa.
Successivamente è stata annunciata la pubblicazione del gioco anche sul suolo giapponese con l'inclusione di alcuni brani pensati appositamente per quel mercato ma dopo l'annuncio di questa versione non si è avuto più notizia.

## Tracklist
La tracklist del gioco è composta di 58 canzoni di base e altre 11 in esclusiva per la versione europea. Le canzoni sono esportabili in Rock Band 2 tramite una "chiave" acquistabile online.

### Canzoni di base del gioco
Di seguito sono riportati i brani che costituiscono la tracklist.
1960
- Gimme Shelter - Rolling Stones

1970
- Train Kept A-Rollin' - Aerosmith
- Won't Get Fooled Again - The Who
- Foreplay/Long Time - Boston
- Mississippi Queen - Mountain
- Next to You - Police
- Suffragette City - David Bowie
- Paranoid - Black Sabbath
- (Don't Fear) The Reaper - Blue Öyster Cult
- Blitzkrieg Bop - Ramones
- Highway Star - Deep Purple
- Detroit Rock City - Kiss
- Flirtin' with Disaster - Molly Hatchet
- Green Grass & High Tides - Outlaws
- Ballroom Blitz - Sweet

1980
- Tom Sawyer - Rush
- Wanted Dead or Alive - Bon Jovi
- Should I Stay or Should I Go - Clash
- Epic - Faith No More
- Wave of Mutilation - Pixies
- Orange Crush - R.E.M.
- Run to the Hills - Iron Maiden

1990
- I Think I'm Paranoid - Garbage
- Learn to Fly - Foo Fighters
- Enter Sandman - Metallica
- In Bloom - Nirvana
- Vasoline - Stone Temple Pilots
- Say It Ain't So - Weezer
- Cherub Rock - Smashing Pumpkins
- Creep - Radiohead
- Sabotage - Beastie Boys
- Celebrity Skin - Hole
- Black Hole Sun - Soundgarden

2000
- I Don't Wanna Lose You - The Sonic Rootz
- Main Offender - The Hives
- Go with the Flow - Queens of the Stone Age
- Reptilia - The Strokes
- Are You Gonna Be My Girl - Jet
- Here It Goes Again - OK Go
- The Hand That Feeds - Nine Inch Nails
- Maps - Yeah Yeah Yeahs
- Dani California - Red Hot Chili Peppers
- Welcome Home - Coheed and Cambria
- Dead on Arrival - Fall Out Boy
- When You Were Young - The Killers
- Electric Version - New Pornographers

Brani bonus
- Pleasure (Pleasure) - Bang Camaro
- Brainpower - Freezepop
- 29 Fingers - The Konks
- Seven - Vagiant
- Time We Had - The Mother Hips
- Blood Doll - Anarchy Club
- Day Late, Dollar Short - The Acro-Bats
- I'm So Sick - Flyleaf
- Nightmare - Crooked X
- Can't Let Go - Death of the Cool
- I Get By - Honest Bob and the Factory-to-Dealer-Incentives
- Outside - Tribe
- Timmy and the Lords of the Underworld - Timmy and the Lords of the Underworld

### Canzoni extra
Per "scusarsi" del ritardo con cui il gioco è stato pubblicato sul suolo europeo, la Harmonix ha aggiunto 11 tracce alla versione europea del gioco di cui alcune hanno il cantato in tedesco o in francese. Eccole elencate qua di seguito, comprensive della lingua con cui vanno cantate:
| Titolo canzone        | Autore          | Lingua   |
| --------------------- | --------------- | -------- |
| Beetlebum             | Blur            | Inglese  |
| Hier Kommt Alex       | Die Toten Hosen | Tedesco  |
| Countdown to Insanity | H-Blockx        | Tedesco  |
| Perfekte Welle        | Juli            | Tedesco  |
| Manu Chao             | Les Wampas      | Francese |
| Hysteria              | Muse            | Inglese  |
| Rock 'n' Roll Star    | Oasis           | Inglese  |
| New Wave              | Pleymo          | Francese |
| Monsoon               | Tokio Hotel     | Inglese  |

In America le canzoni sono state rese disponibili per il download online.
Caso a parte la versione Wii del gioco: quest'ultima è uscita con ulteriori ritardi rispetto alla versione PlayStation 3 che già era uscita sei mesi dopo la versione per Xbox 360, perciò suddetta versione è stata "espansa" altre 5 canzoni extra, e sono le seguenti:
| Titolo canzone           | Autore                   | Lingua  |
| ------------------------ | ------------------------ | ------- |
| Rockaway Beach           | Ramones                  | Inglese |
| Dirty Little Secret      | The All-American Rejects | Inglese |
| Don't Look Back in Anger | Oasis                    | Inglese |
| Roam                     | The B-52's               | Inglese |
| Roxanne                  | The Police               | Inglese |

### Canzoni scaricabili
Le versioni Xbox 360 e PlayStation 3 di Rock band permettono di espandere il gioco tramite il download di canzoni aggiuntive acquistabili singolarmente o a pacchetti dai servizi Xbox Live e PlayStation Network. Ogni canzone sarà giocabile in ogni modalità di gioco sia online che offline e tutte le canzoni scaricabili dai servizi online americani sono stati resi disponibili anche per il mercato europeo fin dal lancio del gioco. Le canzoni e i pacchetti di canzoni hanno un costo variabile.
La Harmonix ha dichiarato che non ha pubblicato i contenuti scaricabili sul WiiWare del Wii in quanto la console non ha disco fisso e quindi spazio a sufficienza per contenerli; ha però deciso di rimediare al lancio del secondo capitolo della serie.
Il negozio online della serie Rock Band è uno unico unificato perciò i contenuti scaricabili che vengono aggiunti al suo interno sono scaricabili sia con questo capitolo che con il suo seguito indistintamente.

## Accoglienza
La rivista Play Generation lo classificò come il quarto miglior gioco party del 2008.